# Sanopus
Sanopus is een geslacht van straalvinnige vissen uit de familie van de kikvorsvissen (Batrachoididae).

## Soorten
- Sanopus astrifer (Robins & Starck, 1965)
- Sanopus barbatus Meek & Hildebrand, 1928
- Sanopus greenfieldorum Collette, 1983
- Sanopus johnsoni Collette & Starck, 1974
- Sanopus reticulatus Collette, 1983
- Sanopus splendidus Collette, Starck & Phillips, 1974